# Ашхабадское соглашение
Ашхабадское соглашение — соглашение между правительствами Казахстана, Узбекистана, Туркменистана, Ирана, Индии, Пакистана и Омана о создании международного транспортного и транзитного коридора, облегчающего перевозку грузов между Центральной Азией и Персидским заливом. Соглашение вступило в силу в апреле 2016 года. 
Первоначально соглашение было подписано Ираном, Оманом, Катаром, Туркменистаном и Узбекистаном 25 апреля 2011 года. Впоследствии Катар вышел из соглашения в 2013 году, в том же году Казахстан подал заявку на членство, которая в конечном итоге была одобрена в 2015 году. Пакистан также присоединился к Соглашению с ноября 2016 года. Правительство Индии в марте 2016 года запросило одобрение на присоединение к соглашению, а затем получило согласие от членов-основателей соглашения до получения формального вступления 3 февраля 2018 года.
Целью данного соглашения является улучшение взаимосвязанности в Евразийском регионе и синхронизация её с другими транспортными коридорами в этом регионе, включая Транспортный коридор Север — Юг.

## Связи
Для улучшения связности Ашхабадское соглашение также будет синхронизировано с международным транспортным коридором Север-Юг, охватывающим судно, железную дорогу, включая Транскаспийскую железную дорогу, и автомобильный маршрут для перевозки грузов между Индией, Россией, Ираном, Европой и Центральной Азией. Маршрут в основном включает перевозку грузов из Индии, Ирана, Азербайджана и России по морю, железной дороге и автомобильным дорогам.
Ашхабадское соглашение также задействует железнодорожную линию Туркменистан-Афганистан-Таджикистан (ТАТ) с 2013 года, транспортный коридор Афганистан-Туркменистан-Азербайджан-Грузия-Турция в 2014 году, железную дорогу Иран-Туркменистан-Казахстан и ТРАСЕКА (транспортный коридор Европа-Кавказ-Азия), охватывающий ЕС и 14 государств Восточной Европы, Южного Кавказа и Центральной Азии.
С 2017 года порт Чабахар в Иране создал торговую связь из Индии в Афганистан без необходимости пересекать территорию Пакистана. Соглашение между тремя странами было впервые подписано в 2015 году. Ранее в 2011 году Индия завершала работу над предложением о строительстве 900-километровой железнодорожной линии, которая соединит порт Чабахар в Иране с богатым полезными ископаемыми регионом Хаджигак в Афганистане. На данный момент пока что не реализовано.